# Amar Kudin
Amar Kudin (* 2. August 1992 in Makarska; † 18. November 2024 in Rom) war ein kroatisch-italienischer Rugbyspieler und Polizist.

## Leben
Kudin wurde am 9. August 1992 in Makarska, Kroatien geboren. In jungen Jahren zog er mit seiner Familie nach Treviso, wo er früh mit Rugby anfing. Von 2010 bis 2011 spielte er für die Italienische Rugby-Union-Nationalmannschaft in der U20 unter anderem zwei Spiele gegen Irland und England. Er verbrachte einige Jahre bei Benetton Rugby Treviso, bis er 2012 zu Rugby San Donà wechselte, wo er seine Profikarriere einläutete und 38 Spiele mit 25 Punkten absolvierte. Er wechselte daraufhin von 2014 bis 2015 zu seinem Jugendverein Benetton Rugby Treviso zurück. Im Anschluss spielte Kudin von 2015 bis 2016 zurück zu Rugby San Donà, bis er 2016 zu Fiamme Oro Rugby wechselte, bei welchem er bis zur Saison 2022/23 in der Top12 spielte.
Seit 2016 arbeitete Kudin als Polizist in Rom, wo er kurz nach der Ausbildung der Sportgruppe beitrat.
Am 18. November 2024 starb Kudin im Alter von 32 Jahren während seines Streifendienstes in Rom nach einem Verkehrsunfall. Der amtierende Bürgermeister von Rom, Roberto Gualtieri, reagierte auf Kudins Tod und drückte dessen Familie seine Verbundenheit aus. Der Rugby-Verband Italiens kündigte am folgenden Wochenende auf allen Rugby-Spielfeldern in Italien eine Schweigeminute an.